# Bloemenveiling
Een bloemenveiling is een veiling waar onder andere snijbloemen, pot- en tuinplanten verhandeld worden.

## Bloemenveilingen in Nederland
De twee grootste bloemenveilingen ter wereld, FloraHolland en Verenigde Bloemenveilingen Aalsmeer, zijn per 1 januari 2008 gefuseerd tot FloraHolland. Daarnaast is Plantion te Ede een bloemenveiling met de focus op de nationale bloemisten, tuincentra en andere groenprofessionals. 